# Кодзати, Ахсар Магометович
Ахсар Магометович Кодзати (осет. Хъодзаты Мæхæмæты фырт Æхсар; 30 июня 1937 — 13 ноября 2021) — осетинский поэт, прозаик, переводчик, редактор. Народный поэт Республики Северная Осетия — Алания.

## Биография
Родился 30 июня 1937 года в селении Брут Северной Осетии, осетин.
Окончил семилетку в родном селении, среднее образование завершил в городе Терек Кабардино-Балкарской АССР, куда переехала семья в 1952 году.
В 1955—1956 годах работал составителем поездов на станции Назрань Северо-Кавказской железной дороги.
В 1956 году он стал студентом историко-филологического факультета Северо-Осетинского государственного педагогического института (ныне Северо-Осетинский государственный университет имени К. Л. Хетагурова).
В 1961—1962 годах работал учителем в селении Мацута, затем был сотрудником Алагирской районной газеты «Путь к коммунизму».
С 1963 по 1967 год А. Кодзати — корреспондент и редактор республиканского радио.
В 1969 году окончил Высшие литературные курсы при СП СССР. С тех пор он — сотрудник журнала «Мах дуг».
С 1977 по 1982 год — ответственный секретарь правления СП, с февраля 1986 года до начала 2018 года — главный редактор литературного журнала «Мах дуг».
А. Кодзати — член Союза писателей СССР с 1966 года.
С 1954 года стихи Кодзати публиковались в журналах Северной и Южной Осетии, а в переводе на русский язык — на страницах «Литературной газеты», газеты «Литературная Россия», в журналах «Москва», «Нева», «Наш современник», «Дон», «Октябрь». В журнале «Дружба народов» в 1970 г. печаталась его повесть «Катится арба навстречу дню».
Переводился на украинский, грузинский, литовский, латышский, татарский, чеченский, ингушский, кабардинский, балкарский, английский, испанский, немецкий, болгарский, польский, словацкий и др.
Народный поэт Республики Северная Осетия-Алания (2017).

## Творчество

### Переводы
Перевел на осетинский произведения Низами, Э. По, Э. Дикинсон, В. Шекспира, Д. Лили, У. Йейтса, Р. Киплинга, Ш. Дина, Абу Нуваса, Исфахани, Аль-Мутанабби, А. Сторни, Х. Л. Борхеса, А. Кансани, К Мечиева, Т. Зумакулову, Я. Коласа, М. Богдановича, Я. Купалу, В. Корот¬кевича, М. Мет¬лицкого, М. Карема, И. Иванова, И. Милева, Я. Устренски, К. Христова, А. Йожефа, М. Радноти, Менандра, Кабира, Р. Тагора, Гарсиласо де ла Вега, Лопеса де Вега, Л. де Леона, М.де Унамуно, Л. Сернуда, Ф. Гарсиа Лорку, Р. Альберти, М. Эрнандеса, Д. Алигьери, Ф. Петрарку, Д. Боккаччо, Л. Джустиниана, У. Сабу, Э. Монтале, Ф. В. Гарсиа, Б. К. Арибау, З. Тхагазитова, Б. Кагермазова, Ду фу, Лйан Цзун Да, Во Цзю, Гу Чен, Х. Маарти, Э. Бальягаса, М. Чаклайса, Д. Яндиева, Х. И. де ла Крууса, О. Паса, М. де Ока, А. Силезиуса, Ф. Шиллера, Анвари, С. Ширази, Джами, Дехлеви, Гафиза, С. Е. Леца, М. Павликовска-Ясножевскую, Л. Камоэнса, Я. Майерника, Х. Абовяна, Г. Тукая, Н. Хикмета, Т. Шевченко, Д. Павлычко, Ю. Шкробинеца, Л. Талалая, Х. де Ибарбуру, А. Пушкина, Е. Баратынского, Ф. Тютчева, М. Лермонтова, И. Бунина, С. Надсона, В. Брюсова, С. Есенина, Б. Пастернака, В. Набокова, Г. Иванова, Н. Тихонова, А. Ахматовой, В. Иванова, И. Новикова, В. Казина, Н. Заболоцкого, А. Тарковского, В. Шаламова, К. Симонова, Н. Рыленкова, О. Комарову, Б. Слуцкого, А. Межирова, Ю. Мельникова, Г. Суворова, И. Лиснянскую, Ф. Искандера, Б. Ахмадулину, И. Иртеньева, В. Пальчикова, Р. Казакову, Т. Глушкову, С. Мекшен, А. Медведева, М. Синельникова, О. Сапожникову, Г. Иванова, П. Мавренкова, И. Канукова, А. Цаликова, Ю. Боциева, И. Гурджибекову, Т. Кибирова, С. Кабалоева, К. Валу, Ж. А. де Баифа, Ж. де ла Френэ, Ж. дю Белле, В. Гюго, С. Прюдома, Ш. Бодлера, Ж. де Нерваля, Ж. Кокто, П. Тильмана, П. Леклерка, Д. Цесарича, Г. Мистраль, П. Неруду, В. Луйк, Сайге, Энкей-хоси, М. Мунэкату, Ф. Киескэ, О. Комати, С. Агындиа, Э. Ажиба, Г. Аламиа, В. Амаршана, Г. Сакания, В. Касландзиа, С. Агындиа, Т. Аджба, И. Хварцкия, Р. Хашба, Н. Ленау, Г. Тракля, Р. М. Рильке, Г. Крефтнера.

### Сочинения
- Æхсар (Мужество). Æмдзæвгæтæ. Орджоникидзе, 1965;
- Ныббар мын, Дзерассæ (Прости меня, Дзерасса). Уацау. Орджоникидзе, 1967;
- Абеты куывд (Пир букв). Æмдзæвгæтæ æмæ радзырдтæ. Орджоникидзе, 1968;
- Адæмы хъæр (На зов ваш, люди). Æмдзæвгæтæ. Орджоникидзе, 1969;
- Тень орла. Стихи. Изд. «Советский писатель», 1969;
- Сау æхсон (Черный кремень). Æмдзæвгæтæ. Орджоникидзе, 1973;
- Яблоко нартов. Стихи. М. «Современник», 1974;
- Удæвдз (Свирель-волшебница). Æмдзæвгæтæ. Орджоникидзе, 1978;
- Урс бæлон (Белый голубь). Радзырдтæ сывæллæттæн. Орджоникидзе, 1979;
- Тереки сааред (Острова Терека). Стихи. (Перевод на эстонский язык). Таллин, «Ээсти раамат», 1980;
- Катится арба навстречу дню. Повесть. М., Детиздат, 1981;
- Æрттигъ (Трехгранная стрела). Æмдзæвгæтæ. Орджоникидзе, 1983; Кремень. Стихи. М., «Советский писатель», 1985;
- Рухс (Свет). Æмдзæвгæтæ. Орджоникидзе, 1987;
- Острова Терека. М., «Современник», 1988;
- Сæтæлæгон Сæтæлæг (Саталагон Саталаг) Æмдзæвгæтæ сывæллæттæн. Орджоникидзе, 1990.
- Къостайы хæдзар (Дом Коста). Æмдзæвгæтæ. Дзæуджыхъæу, 1991;
- Дыууæизæрастæу (Сумерки). Æмдзæвгæтæ. Дзæуджыхъæу, 1994;
- Хуыцауы бон (День бога). Æмдзæвгæтæ. Дзæуджыхъæу, 1998;
- Зынджы бардуаг (Богиня огня). Æмдзæвгæтæ. Дзæуджыхъæу, 2003;
- Æмæ дзырд уыди Хуыцау… (И слово было Бог…) Дзæуджыхъæу, 2006;
- Бындзæфхад (Корень). Æмдзæвгæтæ. Дзæуджыхъæу, 2007;
- Дымгæ æмæ зыгуымдон (Ветер и мякинник). Дзæуджыхъæу, 2011;
- Исчи (Кто-нибудь), 2017 (в печати).